# Coppa di Russia 2013 (pallavolo femminile)
La Coppa di Russia 2013 si è svolta dal 2 ottobre 2013 al 31 gennaio 2014: al torneo hanno partecipato 25 squadre di club russe e la vittoria finale è andata per terza volta alla Ženskij volejbol'nyj klub Dinamo Moskva.

## Regolamento
La competizione è divisa in due fasi: nella prima fase le squadre sono divise in quattro gruppi, dai quali passano al turno successivo 6 club, le prime quattro classificate e le due migliori seconde; in Final Six le squadre sono divise in due gruppi da tre squadre, con le prime due classificate che si incrociano in semifinale; le vincitrici accedono alla finale, mentre le due perdenti prendono parte alla finale per il terzo posto.

## Squadre partecipanti
| - Avtodor-Metar - Chara Morin - Dinamo-Kazan - Dinamo Krasnodar - Dinamo Mosca - Enisej | - Fakel - Impul's-Sport - Leningradka - Loko-Angara - Nadežda Serpukhov - Omička | - Politech Kursk - Primoročka - Proton - Sachalin - Severstal - Sparta | - Tjumen - Ufimočka - Uraločka - Voronež - Zareč'e Odincovo |

## Torneo

### Fase preliminare
| Zona 1            | Zona 2        | Zona 3           | Zona 4           |
| ----------------- | ------------- | ---------------- | ---------------- |
| Dinamo-Kazan      | Avtodor-Metar | Chara Morin      | Loko-Angara      |
| Politech Kursk    | Dinamo Mosca  | Dinamo Krasnodar | Severstal        |
| Sachalin          | Fakel         | Enisej           | Sparta           |
| Nadežda Serpukhov | Impul's-Sport | Leningradka      | Uraločka         |
| Tjumen            | Proton        | Omička           | Zareč'e Odincovo |
| Ufimočka          | Voronež       | Primoročka       | -                |

#### Zona 1

##### Risultati
| 2 ottobre 2013 , Tjumen' Durata: - Spettatori: | Tjumen            | 3 - 0 | Sachalin          | 25-22, 25-20, 25-19        |
| 2 ottobre 2013 , Tjumen' Durata: - Spettatori: | Ufimočka          | 3 - 0 | Nadežda Serpukhov | 25-10, 25-15, 25-18        |
| 2 ottobre 2013 , Tjumen' Durata: - Spettatori: | Dinamo-Kazan      | 3 - 0 | Politech Kursk    | 25-18, 25-13, 25-18        |
| 3 ottobre 2013 , Tjumen' Durata: - Spettatori: | Dinamo-Kazan      | 3 - 0 | Tjumen            | 25-18, 25-19, 25-16        |
| 3 ottobre 2013 , Tjumen' Durata: - Spettatori: | Sachalin          | 0 - 3 | Ufimočka          | 14-25, 16-25, 17-25        |
| 3 ottobre 2013 , Tjumen' Durata: - Spettatori: | Politech Kursk    | 3 - 1 | Nadežda Serpukhov | 23-25, 25-20, 25-21, 25-12 |
| 4 ottobre 2013 , Tjumen' Durata: - Spettatori: | Tjumen            | 3 - 1 | Politech Kursk    | 25-19, 24-26, 25-13, 25-19 |
| 4 ottobre 2013 , Tjumen' Durata: - Spettatori: | Ufimočka          | 0 - 3 | Dinamo-Kazan      | 17-25, 22-25, 20-25        |
| 4 ottobre 2013 , Tjumen' Durata: - Spettatori: | Nadežda Serpukhov | 0 - 3 | Sachalin          | 24-26, 13-25, 19-25        |
| 6 ottobre 2013 , Tjumen' Durata: - Spettatori: | Tjumen            | 3 - 0 | Ufimočka          | 25-18, 25-23, 25-18        |
| 6 ottobre 2013 , Tjumen' Durata: - Spettatori: | Politech Kursk    | 1 - 3 | Sachalin          | 23-25, 25-20, 23-25, 14-25 |
| 6 ottobre 2013 , Tjumen' Durata: - Spettatori: | Dinamo-Kazan      | 3 - 0 | Nadežda Serpukhov | 25-16, 25-13, 25-16        |
| 7 ottobre 2013 , Tjumen' Durata: - Spettatori: | Nadežda Serpukhov | 0 - 3 | Tjumen            | 9-25, 20-25, 15-25         |
| 7 ottobre 2013 , Tjumen' Durata: - Spettatori: | Ufimočka          | 3 - 0 | Politech Kursk    | 25-15, 25-19, 25-23        |
| 7 ottobre 2013 , Tjumen' Durata: - Spettatori: | Sachalin          | 0 - 3 | Dinamo-Kazan      | 18-25, 15-25, 18-25        |

##### Classifica
| Pos | Squadra           | Pt | G | V | P | SV | SP | Ratio | PF | PS | Ratio |
| --- | ----------------- | -- | - | - | - | -- | -- | ----- | -- | -- | ----- |
| 1   | Dinamo-Kazan      | 15 | 5 | 5 | 0 | 15 | 0  | -     | -  | -  | -     |
| 2   | Tjumen            | 12 | 5 | 4 | 1 | 12 | 4  | -     | -  | -  | -     |
| 3   | Ufimočka          | 9  | 5 | 3 | 2 | 9  | 6  | -     | -  | -  | -     |
| 4   | Sachalin          | 6  | 5 | 2 | 3 | 6  | 10 | -     | -  | -  | -     |
| 5   | Politech Kursk    | 3  | 5 | 1 | 4 | 5  | 13 | -     | -  | -  | -     |
| 6   | Nadežda Serpukhov | 0  | 5 | 0 | 5 | 1  | 15 | -     | -  | -  | -     |

#### Zona 2

##### Risultati
| 2 ottobre 2013 , Volgodonsk Durata: - Spettatori: | Dinamo Mosca  | 3 - 0 | Impul's-Sport |  |
| 2 ottobre 2013 , Volgodonsk Durata: - Spettatori: | Proton        | 3 - 2 | Voronež       |  |
| 2 ottobre 2013 , Volgodonsk Durata: - Spettatori: | Fakel         | 3 - 1 | Avtodor-Metar |  |
| 3 ottobre 2013 , Volgodonsk Durata: - Spettatori: | Impul's-Sport | 1 - 3 | Voronež       |  |
| 3 ottobre 2013 , Volgodonsk Durata: - Spettatori: | Dinamo Mosca  | 3 - 1 | Fakel         |  |
| 3 ottobre 2013 , Volgodonsk Durata: - Spettatori: | Avtodor-Metar | 0 - 3 | Proton        |  |
| 4 ottobre 2013 , Volgodonsk Durata: - Spettatori: | Fakel         | 3 - 0 | Impul's-Sport |  |
| 4 ottobre 2013 , Volgodonsk Durata: - Spettatori: | Voronež       | 1 - 3 | Avtodor-Metar |  |
| 4 ottobre 2013 , Volgodonsk Durata: - Spettatori: | Proton        | 0 - 3 | Dinamo Mosca  |  |
| 6 ottobre 2013 , Volgodonsk Durata: - Spettatori: | Impul's-Sport | 0 - 3 | Avtodor-Metar |  |
| 6 ottobre 2013 , Volgodonsk Durata: - Spettatori: | Fakel         | 2 - 3 | Proton        |  |
| 6 ottobre 2013 , Volgodonsk Durata: - Spettatori: | Dinamo Mosca  | 3 - 0 | Voronež       |  |
| 7 ottobre 2013 , Volgodonsk Durata: - Spettatori: | Proton        | 3 - 0 | Impul's-Sport |  |
| 7 ottobre 2013 , Volgodonsk Durata: - Spettatori: | Avtodor-Metar | 0 - 3 | Dinamo Mosca  |  |
| 7 ottobre 2013 , Volgodonsk Durata: - Spettatori: | Voronež       | 0 - 3 | Fakel         |  |

##### Classifica
| Pos | Squadra       | Pt | G | V | P | SV | SP | Ratio | PF | PS | Ratio |
| --- | ------------- | -- | - | - | - | -- | -- | ----- | -- | -- | ----- |
| 1   | Dinamo Mosca  | 15 | 5 | 5 | 0 | 15 | 1  | -     | -  | -  | -     |
| 2   | Proton        | 10 | 5 | 4 | 1 | 12 | 7  | -     | -  | -  | -     |
| 3   | Fakel         | 10 | 5 | 3 | 2 | 12 | 7  | -     | -  | -  | -     |
| 4   | Avtodor-Metar | 6  | 5 | 2 | 3 | 7  | 10 | -     | -  | -  | -     |
| 5   | Voronež       | 4  | 5 | 1 | 4 | 6  | 13 | -     | -  | -  | -     |
| 6   | Impul's-Sport | 0  | 5 | 0 | 5 | 1  | 15 | -     | -  | -  | -     |

#### Zona 3

##### Risultati
| 2 ottobre 2013 , Krasnojarsk Durata: - Spettatori: | Chara Morin      | 3 - 2 | Enisej           | 26-28, 25-18, 11-25, 25-17, 16-14 |
| 2 ottobre 2013 , Krasnojarsk Durata: - Spettatori: | Omička           | 3 - 0 | Primoročka       | 25-19, 25-19, 25-22               |
| 2 ottobre 2013 , Krasnojarsk Durata: - Spettatori: | Dinamo Krasnodar | 3 - 0 | Leningradka      | 25-19, 25-18, 25-17               |
| 3 ottobre 2013 , Krasnojarsk Durata: - Spettatori: | Primoročka       | 1 - 3 | Enisej           | 22-25, 25-21, 17-25, 15-25        |
| 3 ottobre 2013 , Krasnojarsk Durata: - Spettatori: | Leningradka      | 3 - 1 | Chara Morin      | 26-24, 29-27, 32-34, 25-20        |
| 3 ottobre 2013 , Krasnojarsk Durata: - Spettatori: | Omička           | 3 - 1 | Dinamo Krasnodar | 18-25, 25-12, 25-17, 25-16        |
| 4 ottobre 2013 , Krasnojarsk Durata: - Spettatori: | Enisej           | 2 - 3 | Leningradka      | 27-29, 25-13, 25-23, 18-25, 9-15  |
| 4 ottobre 2013 , Krasnojarsk Durata: - Spettatori: | Dinamo Krasnodar | 3 - 0 | Primoročka       | 25-16, 25-15, 25-13               |
| 4 ottobre 2013 , Krasnojarsk Durata: - Spettatori: | Chara Morin      | 0 - 3 | Omička           | 23-25, 16-25, 15-25               |
| 6 ottobre 2013 , Krasnojarsk Durata: - Spettatori: | Omička           | 3 - 1 | Enisej           | 19-25, 25-23, 25-19, 25-13        |
| 6 ottobre 2013 , Krasnojarsk Durata: - Spettatori: | Primoročka       | 0 - 3 | Leningradka      | 18-25, 24-26, 13-25               |
| 6 ottobre 2013 , Krasnojarsk Durata: - Spettatori: | Dinamo Krasnodar | 3 - 0 | Chara Morin      | 25-22, 25-16, 25-14               |
| 7 ottobre 2013 , Krasnojarsk Durata: - Spettatori: | Enisej           | 0 - 3 | Dinamo Krasnodar | 19-25, 11-25, 16-25               |
| 7 ottobre 2013 , Krasnojarsk Durata: - Spettatori: | Leningradka      | 3 - 0 | Omička           | 21-25, 17-25, 21-25               |
| 7 ottobre 2013 , Krasnojarsk Durata: - Spettatori: | Chara Morin      | 0 - 3 | Primoročka       | 27-25, 25-22, 25-17               |

##### Classifica
| Pos | Squadra          | Pt | G | V | P | SV | SP | Ratio | PF | PS | Ratio |
| --- | ---------------- | -- | - | - | - | -- | -- | ----- | -- | -- | ----- |
| 1   | Omička           | 15 | 5 | 5 | 0 | 15 | 2  | -     | -  | -  | -     |
| 2   | Dinamo Krasnodar | 12 | 5 | 4 | 1 | 13 | 3  | -     | -  | -  | -     |
| 3   | Leningradka      | 8  | 5 | 3 | 2 | 9  | 9  | -     | -  | -  | -     |
| 4   | Chara Morin      | 5  | 5 | 2 | 3 | 7  | 11 | -     | -  | -  | -     |
| 5   | Enisej           | 5  | 5 | 1 | 4 | 8  | 13 | -     | -  | -  | -     |
| 6   | Primoročka       | 0  | 5 | 0 | 5 | 1  | 15 | -     | -  | -  | -     |

#### Zona 4

##### Risultati
| 2 ottobre 2013 , Ekaterinburg Durata: - Spettatori: | Uraločka         | 3 - 0 | Loko-Angara      | 25-11, 25-16, 25-19        |
| 2 ottobre 2013 , Ekaterinburg Durata: - Spettatori: | Zareč'e Odincovo | 3 - 0 | Sparta           | 25-13, 25-17, 25-16        |
| 3 ottobre 2013 , Ekaterinburg Durata: - Spettatori: | Uraločka         | 3 - 0 | Zareč'e Odincovo | 25-23, 25-23, 25-22        |
| 3 ottobre 2013 , Ekaterinburg Durata: - Spettatori: | Loko-Angara      | 1 - 3 | Severstal        | 19-25, 18-25, 27-25, 24-26 |
| 4 ottobre 2013 , Ekaterinburg Durata: - Spettatori: | Zareč'e Odincovo | 3 - 0 | Loko-Angara      | 25-22, 25-14, 25-15        |
| 4 ottobre 2013 , Ekaterinburg Durata: - Spettatori: | Severstal        | 3 - 0 | Sparta           | 25-15, 25-15, 25-14        |
| 5 ottobre 2013 , Ekaterinburg Durata: - Spettatori: | Loko-Angara      | 1 - 3 | Sparta           | 23-25, 21-25, 25-14, 21-25 |
| 6 ottobre 2013 , Ekaterinburg Durata: - Spettatori: | Severstal        | 0 - 3 | Zareč'e Odincovo | 21-25, 17-25, 23-25        |
| 6 ottobre 2013 , Ekaterinburg Durata: - Spettatori: | Sparta           | 0 - 3 | Uraločka         | 22-25, 21-25, 20-25        |
| 7 ottobre 2013 , Ekaterinburg Durata: - Spettatori: | Uraločka         | 3 - 0 | Severstal        | 25-16, 25-16, 25-14        |

##### Classifica
| Pos | Squadra          | Pt | G | V | P | SV | SP | Ratio | PF | PS | Ratio |
| --- | ---------------- | -- | - | - | - | -- | -- | ----- | -- | -- | ----- |
| 1   | Uraločka         | 12 | 4 | 4 | 0 | 12 | 0  | -     | -  | -  | -     |
| 2   | Zareč'e Odincovo | 9  | 4 | 3 | 1 | 9  | 3  | -     | -  | -  | -     |
| 3   | Severstal        | 6  | 4 | 2 | 2 | 6  | 7  | -     | -  | -  | -     |
| 4   | Sparta           | 3  | 4 | 1 | 3 | 3  | 10 | -     | -  | -  | -     |
| 5   | Loko-Angara      | 0  | 4 | 0 | 4 | 2  | 12 | -     | -  | -  | -     |

### Final Six
| Gruppo A         | Gruppo B         |
| ---------------- | ---------------- |
| Dinamo-Kazan     | Dinamo Krasnodar |
| Uraločka         | Dinamo Mosca     |
| Zareč'e Odincovo | Omička           |

#### Gruppo A

##### Risultati
| 27 gennaio 2014 Sportkompleks Olimp, Krasnodar Durata: ? - Spettatori: ? | Dinamo-Kazan     | 3 - 0 | Uraločka         | 25-19, 25-22, 25-20               |
| 28 gennaio 2014 Sportkompleks Olimp, Krasnodar Durata: ? - Spettatori: ? | Zareč'e Odincovo | 0 - 3 | Dinamo-Kazan     | 12-25, 19-25, 15-25               |
| 29 gennaio 2014 Sportkompleks Olimp, Krasnodar Durata: ? - Spettatori: ? | Uraločka         | 2 - 3 | Zareč'e Odincovo | 25-22, 26-24, 22-25, 16-25, 10-15 |

##### Classifica
| Pos | Squadra          | Pt | G | V | P | SV | SP | Ratio | PF | PS | Ratio |
| --- | ---------------- | -- | - | - | - | -- | -- | ----- | -- | -- | ----- |
| 1   | Dinamo-Kazan     | 6  | 2 | 2 | 0 | 6  | 0  | -     | -  | -  | -     |
| 2   | Zareč'e Odincovo | 2  | 2 | 1 | 1 | 3  | 5  | -     | -  | -  | -     |
| 3   | Uraločka         | 1  | 2 | 0 | 2 | 2  | 6  | -     | -  | -  | -     |

#### Gruppo B

##### Risultati
| 27 gennaio 2014 Sportkompleks Olimp, Krasnodar Durata: ? - Spettatori: ? | Dinamo Mosca     | 3 - 2 | Omička           | 23-25, 25-22, 25-23, 21-25, 15-8  |
| 28 gennaio 2014 Sportkompleks Olimp, Krasnodar Durata: ? - Spettatori: ? | Dinamo Krasnodar | 2 - 3 | Dinamo Mosca     | 17-25, 25-21, 28-30, 30-28, 12-15 |
| 29 gennaio 2014 Sportkompleks Olimp, Krasnodar Durata: ? - Spettatori: ? | Omička           | 1 - 3 | Dinamo Krasnodar | 22-25, 12-25, 25-15, 12-25        |

##### Classifica
| Pos | Squadra          | Pt | G | V | P | SV | SP | Ratio | PF | PS | Ratio |
| --- | ---------------- | -- | - | - | - | -- | -- | ----- | -- | -- | ----- |
| 1   | Dinamo Mosca     | 4  | 2 | 2 | 0 | 6  | 4  | -     | -  | -  | -     |
| 2   | Dinamo Krasnodar | 4  | 2 | 1 | 1 | 5  | 4  | -     | -  | -  | -     |
| 3   | Omička           | 1  | 2 | 0 | 2 | 3  | 6  | -     | -  | -  | -     |

#### Semifinali e finale
|  | Semifinali       | Semifinali       | Semifinali   |              |              | 1º/2º posto      | 1º/2º posto      | 1º/2º posto |  |
|  |                  |                  |              |              |              |                  |                  |             |  |
|  | Dinamo-Kazan     | Dinamo-Kazan     | 3            |              |              |                  |                  |             |  |
|  | Dinamo-Kazan     | Dinamo-Kazan     | 3            |              |              |                  |                  |             |  |
|  | Dinamo Krasnodar | Dinamo Krasnodar | 0            |              |              |                  |                  |             |  |
|  | Dinamo Krasnodar | Dinamo Krasnodar | 0            |              | Dinamo-Kazan | Dinamo-Kazan     | 1                |             |  |
|  |                  |                  |              |              | Dinamo-Kazan | Dinamo-Kazan     | 1                |             |  |
|  |                  |                  | Dinamo Mosca | Dinamo Mosca | 3            |                  |                  |             |  |
|  | Dinamo Mosca     | Dinamo Mosca     | Dinamo Mosca | Dinamo Mosca | 3            | 3                |                  |             |  |
|  | Dinamo Mosca     | Dinamo Mosca     |              |              |              | 3                |                  |             |  |
|  | Zareč'e Odincovo | Zareč'e Odincovo | 2            |              |              | 3º/4º posto      | 3º/4º posto      | 3º/4º posto |  |
|  | Zareč'e Odincovo | Zareč'e Odincovo | 2            |              |              |                  |                  |             |  |
|  |                  |                  |              |              |              |                  |                  |             |  |
|  |                  |                  |              |              |              | Zareč'e Odincovo | Zareč'e Odincovo | 0           |  |
|  |                  |                  |              |              |              | Zareč'e Odincovo | Zareč'e Odincovo | 0           |  |
|  |                  |                  |              |              |              | Dinamo Krasnodar | Dinamo Krasnodar | 3           |  |

##### Semifinali
| 30 gennaio 2014 Sportkompleks Olimp, Krasnodar Durata: - Spettatori: | Dinamo-Kazan | 3 - 0 | Dinamo Krasnodar | 25-20, 25-22, 25-13              |
| 30 gennaio 2014 Sportkompleks Olimp, Krasnodar Durata: - Spettatori: | Dinamo Mosca | 3 - 2 | Zareč'e Odincovo | 20-25, 21-25, 25-23, 25-14, 15-6 |

##### Finale 3º posto
| 31 gennaio 2014 Sportkompleks Olimp, Krasnodar Durata: - Spettatori: | Zareč'e Odincovo | 0 - 3 | Dinamo Krasnodar | 21-25, 19-25, 20-25 |

##### Finale
| 31 gennaio 2014 Sportkompleks Olimp, Krasnodar Durata: - Spettatori: | Dinamo-Kazan | 1 - 3 | Dinamo Mosca | 22-25, 25-23, 23-25, 22-25 |

## Premi individuali
| Premio                | Giocatore         | Squadra          |
| --------------------- | ----------------- | ---------------- |
| MVP                   | Tat'jana Košeleva | Dinamo Mosca     |
| Miglior attaccante    | Ekaterina Gamova  | Dinamo-Kazan     |
| Miglior muro          | Julija Sedova     | Dinamo Mosca     |
| Miglior servizio      | Ljubov' Sokolova  | Dinamo Krasnodar |
| Miglior palleggiatore | Evgenija Starceva | Dinamo-Kazan     |
| Migliore libero       | Anna Malova       | Dinamo Mosca     |